# Carphomigma
Carphomigma là một chi bướm đêm thuộc phân họ Tortricinae của họ Tortricidae.

## Các loài
- Carphomigma leontodes Diakonoff, 1953